# Саган Тосу
«Саган Тосу» (яп. サガン鳥栖, англ. Sagan Tosu) — японский футбольный клуб из города Тосу, в настоящий момент выступает в Джей-лиге 2, втором по силе дивизионе страны. Команда представляет город Тосу, префектура Сага. Название команды может быть передано несколькими значениями. Один из омофонов, встречающихся в японском языке, звучит как (砂岩, sagan) и обозначает песчаную скалу. Таким образом, метафорически название может относиться к чему-то маленькому, из чего состоит большой объект. Кроме того, «Саган Тосу» может передавать название префектуры на местном диалекте (佐賀ん鳥栖, Saga-n Tosu).
Клуб был основан в феврале 1997 года, на основе обанкротившегося клуба «Тосу Фьюча» (яп. 鳥栖フューチャーズ, англ. Tosu Futures). В 1999 году клуб вошёл в профессиональную футбольную Джей-лигу, и вплоть до 2011 года играл в её втором дивизионе, преимущественно занимая места в середине турнирной таблицы. В 2011 году «Саган Тосу» занял второе место во втором дивизионе и получил право в 2012 году впервые в своей истории играть в первом дивизионе Джей-лиги.
Наиболее успешным для команды оказался сезон 2014 года, когда команда занимала первое место в Джей-Лиге после 1-й, 2-й, 13-й и 18-й недель. Однако совершенно неожиданно после 18-й недели команда отказалась от услуг главного тренера Юн Джун Хвана. Кроме того, в 2014 году клуб получил возможность развивать партнерскую сеть, что привело к тесному сотрудничеству с итальянским «Ювентусом», который отправил молодёжную команду U-16 в тур по Японии. 10 июля 2018 года команда достигла договоренности о переходе бывшего обладателя Кубка мира, победителя Евролиги Фернандо Торреса. Игрок выходил на площадку в 35 матчах за клуб, а также забил 5 мячей, после чего закончил профессиональную карьеру.

## Достижения
- Вице-чемпион второго дивизиона Джей-лиги (1): 2011.

### Изъятые из обращения номера
- 17  Саката Мититака — бывший профессор Университета Сага и человек, который стоял за созданием двух клубов — «Тосу Фьючерс» и «Саган Тосу». Умер от рака почки 7 января 2000 года. Номер 17 означает дату смерти.